# Голубєва Валентина Миколаївна
Валентина Миколаївна Голубєва (рос. Валенти́на Никола́евна Го́лубева; нар. 9 березня 1949, село Назарове Сєвєрного району Новосибірської області) — ткаля Івановського камвольного комбінату. Член ЦК КПРС у 1981—1990 роках. Двічі Герой Соціалістичної Праці (1.08.1977, 2.04.1984). Лауреат Державної премії СРСР (1980). Депутат Верховної ради Російської РФСР.

## Біографія
Валентина Голубєва народилася 9 березня 1949 року в селі Назарове Сєвєрного району Новосибірської області. Батько — Микола Якович Чирков працював дільничним фельдшером, мати — Поліна Павлівна, медична сестра.
Виросла в Брянській області, де закінчила школу.
У 1966 році вступила до Шуйського ПТУ і вивчилася на ткалю. У 1978 році закінчила Івановський бавовняний технікум, у 1985 році — заочно Івановський текстильний інститут імені Фрунзе. Закінчила також Академію суспільних наук при ЦК КПРС.
Із 1967 року — ткаля Івановського камвольного комбінату імені Леніна.
Член КПРС з 1977 року.
Із 1986 року — директор Івановської ткацької фабрики імені С. М. Кірова.
Із 1987 року — генеральний директор Івановського виробничого бавовняного об'єднання.
У 1987—2002 роках — генеральний директор «Великої Івановської мануфактури». Своєю посадою поступилася синові Павлу Борисовичу Голубєву, ставши головою Ради директорів АТ «БІМ».
Член Президії Верховної Ради РРФСР, член бюро Івановського обкому КПРС протягом 10 років.

## Нагороди
- двічі Герой Соціалістичної Праці (1.08.1977, 2.04.1984)
- два ордена Леніна (1.08.1977, 2.04.1984)
- орден Трудової Слави III ступеня (4.03.1976)
- Державна премія СРСР (1980) — за видатні досягнення у праці
- премія Ленінського комсомолу

## Пам'ять
- В Іваново Валентині Голубєвій був встановлений бронзовий бюст, який у 1990 році був демонтований за її прохання[2][3].
- У 1979 році був знятий фільм про В. М. Голубєву та її сім'ю («Наша мама — герой»), який через цензуру не був показаний до кінця 1980-х років.